# Édouard Martin (zapaśnik)
Édouard Martin (ur. 22 września 1889 w Paryżu) – francuski zapaśnik walczący w stylu klasycznym. Olimpijczyk z Sztokholmu 1912, gdzie zajął dziewiętnaste miejsce w wadze półciężkiej.

## Letnie Igrzyska Olimpijskie 1912
| Konkurencja            | Rundy eliminacyjne   | Rundy eliminacyjne     | Klas. końcowa |
| Konkurencja            | Przeciwnik I         | Przeciwnik II          | Miejsce       |
| ---------------------- | -------------------- | ---------------------- | ------------- |
| 82,5 kg styl klasyczny | Ivar Böhling (FIN) P | Anders Ahlgren (SWE) P | 19.           |